# Mecopisthes alter
Mecopisthes alter är en spindelart som beskrevs av Thaler 1991. Mecopisthes alter ingår i släktet Mecopisthes och familjen täckvävarspindlar.
Artens utbredningsområde är Italien. Inga underarter finns listade i Catalogue of Life.